# Dag (cráter)
Dag es un pequeño cráter de impacto perteneciente a la cara visible de la Luna. Está situado sobre el Lacus Felicitatis, y sus vecinos más cercanos son otros dos pequeños cráteres: Ina (al sur) y Osama (al sur de Ina).
|  |  |

El cráter, en forma de cuenco, tiene una profundidad de unos 69 m. En su extremo noroeste se localiza otro cráter aún más pequeño. 

## Designación
El nombre procede de una designación originalmente no oficial, contenida en la página 41C3/S1 de la serie de planos del Lunar Topophotomap de la NASA, que fue adoptada por la UAI en 1976.